# Extremadurische Sprache
Das Extremadurische (extremadurisch: estremeñu, ehtremeñu, auch Cahtúo) ist eine romanische Sprache, die in Spanien, hauptsächlich in der autonomen Gemeinschaft Extremadura gesprochen wird.
Laut Ethnologue gibt es ca. 200.000 Sprecher und insgesamt etwa 500.000, die in der Lage sind, die Sprache zu verwenden.

## Dialekte
Das Extremadurische wird gewöhnlich in drei Dialekte eingeteilt: Das Nordextremadurische (artu estremeñu), das Zentralextremadurische (meyu estremeñu) und das Südextremadurische (bahu estremeñu). Die nördliche Variante wird gemeinhin als Standard angesehen und wird im Nordwesten der autonomen Gemeinschaft Extremadura und im Südwesten der Provinz Salamanca gesprochen. Die zentrale und südliche Variante wird im Rest der Extremadura und in den zu Andalusien gehörigen Provinzen Huelva und Sevilla gesprochen. In der portugiesischen Grenzstadt Barrancos wird ein „Barranquenho“ genannter Dialekt des Portugiesischen gesprochen, der stark vom Extremadurischen beeinflusst ist.

## Kultur
Seit 2003 gibt es die Organisation APLEx, deren Ziel es ist, die extremadurische Sprache und Kultur zu erhalten und zu fördern.